# Mississauga—Lakeshore (circonscription provinciale)
Circonscription électorale provinciale du Canada
Mississauga—Lakeshore est une circonscription provinciale de l'Ontario représentée à l'Assemblée législative de l'Ontario depuis 2018. 

## Géographie
La circonscription est située dans la région du grand Toronto, plus précisément dans la ville de Mississauga sur les berges du lac Ontario. 
Les circonscriptions limitrophes sont Etobicoke—Lakeshore, Mississauga-Est—Cooksville, Mississauga—Erindale et Oakville.

## Historique
| Législature                                                      | Années                                                           | Député                                                           | Député                                                           | Parti                                                            |
| Circonscription issue de Mississauga-Sud et Mississauga—Erindale | Circonscription issue de Mississauga-Sud et Mississauga—Erindale | Circonscription issue de Mississauga-Sud et Mississauga—Erindale | Circonscription issue de Mississauga-Sud et Mississauga—Erindale | Circonscription issue de Mississauga-Sud et Mississauga—Erindale |
| ---------------------------------------------------------------- | ---------------------------------------------------------------- | ---------------------------------------------------------------- | ---------------------------------------------------------------- | ---------------------------------------------------------------- |
| 42e                                                              | 2018–2022                                                        |                                                                  | Rudy Cuzzetto                                                    | Progressiste-conservateur                                        |
| 43e                                                              | 2022–2025                                                        |                                                                  | Rudy Cuzzetto                                                    | Progressiste-conservateur                                        |
| 44e                                                              | 2025–en cours                                                    |                                                                  | Rudy Cuzzetto                                                    | Progressiste-conservateur                                        |

## Circonscription fédérale
Depuis les élections provinciales ontariennes du 4 octobre 2007, l'ensemble des circonscriptions provinciales et des circonscriptions fédérales sont identiques.